# Allen Barbre
Allen Wade Barbre (Neosho, 22 giugno 1984) è un giocatore di football americano statunitense che gioca nel ruolo di offensive lineman per i Denver Broncos della National Football League (NFL). Fu scelto nel corso del quarto giro (119º assoluto) del Draft NFL 2007 dai Green Bay Packers. Al college ha giocato a football alla Missouri Southern State University.

## Carriera professionistica

### Green Bay Packers
barbre fu scelto nel corso del quarto giro del Draft 2007 dai Green Bay Packers. Nella sua stagione da rookie disputò sette partite, nessuna delle quali come titolare. In tre stagioni coi Packers, Barbre faticò a trovare una collocazione nella squadra. Schierato come guardia sinistra nelle prime due stagioni, Barbre non riuscì ad imporsi come titolare, venendo provato come tackle sinistro nel 2009. Allen iniziò la stagione come titolare ma dopo alcune prestazioni opache perse tale posto.

### Seattle Seahawks
Nella stagione 2010, Barbre passò ai Seattle Seahawks con cui disputò 3 partite, senza mai partire come titolare. Dopo una breve parentesi senza mai scendere in campo coi Miami Dolphis, nel 2011 tornò ai Seahawks, disputando tre partite in quella stagione.